# 군디속
군디속(Ctenodactylus)은 군디과에 속하는 설치류 속의 하나이다. 현존하는 2종으로 이루어져 있다. 아프리카에서 발견된다.

## 특징
꼬리 길이 약 10~25mm를 제외한 몸길이는 160~208mm이다. 평균 몸무게는 발군디가 약 174g, 군디가 289g 정도이다. 현존하는 2종으로 이루어져 있다. 아프리카에서 발견된다.

## 하위 종
2종이 알려져 있다.
- 군디 (C. gundi)
- 발군디 (C. vali)